# Бонифаций (граф Болоньи)
Бонифаций Болонский (итал. Boniface de Bologne; р. 970/975, ум. до 1012) — маркграф Тосканы. Сын графа Болоньи Адальберта (ум. после 1011) и его жены Бертилы, внук сполетского герцога Теобальда (923/925 — июль 957/961).
Маркграф Тосканы с ок. 1001 года. В некоторых исследованиях также называется графом Болоньи, но это плохо согласуется с тем фактом, что он умер раньше отца.
Ок. 1007 года основал аббатство Сен-Совёр в Фонтана Таона.
Имя и происхождение жены не известны. Дети:
- Уго (ум. до 1056), герцог Сполето с 1037/1043.
- Убальдо (ум. 1030) — граф Болоньи
- Вилла — жена Боннано ди Капрара.

В 1016 году маркграфом Тосканы упоминается некий Раньери (смещён в 1027). Его происхождение и кем он приходился Бонифацию, не известно.